# Новий Петергоф (станція)
Новий Петергоф — залізнична станція Жовтневої залізниці, розташована в Петродворцовому районі Санкт-Петербурга.

## Історія
Петергофська залізниця одна з перших в Росії, вона була побудована в 1853-1857 роках, потім продовжена до Оранієнбаума, згодом до форту Сірий Кінь в одному напрямку і станції Каліщі в іншому. Електрифікована ця залізниця також однією з перших, вже в 1933 році.
Будівля вокзалу була побудована в 1855-1857 роках за проектом архітектора М. Л. Бенуа на гроші барона. фон Штигліца. Загальне планування зовнішньої частини вокзалу є зменшеною копією католицького собору італійського міста Орв'єто, в реставрації якого Бенуа брав участь в 1843 році
.
Спочатку залізниця з Петербурга закінчувалася всередині будівлі вокзалу, але пізніше, по продовженні колій в бік Оранієнбаума, західна стіна будівлі була розібрана.
З 2010 року будівля вокзалу не використовується, побудовані нові пасажирські павільйони, працює автоматизована система контролю оплати проїзду з турнікетами. Є каса з продажу залізничних квитків далекого прямування. Є також зал очікування.

## Колійний розвиток
Колійний розвиток представлено тупиковою колією в південній частині станції, куди прибувають електропотяги сполученням Санкт-Петербург-Балтійський — Новий Петергоф. Крім цього, є об'їзна неелектрифіковані лінія, що використовується для маневрових робіт. Під основними коліями станції прокладено підземний пішохідний перехід.

## Міський транспорт
У північної платформи — кінцева зупинка кількох автобусних маршрутів, які прямують по Петродворцовому району, а також в Ломоносовський район Ленінградської області.